# مروة محمد
مروة محمد (1 سبتمبر 1978 -)، ممثلة وإعلامية سعودية.

## السيرة
ولدت في إمارة دبي لأب سعودي وأم سورية، وقضت طفولتها متنقلة ما بين دبي وجدة والرياض. تخرجت من كلية الإعلام، وأثناء إقامتها مع والديها في الإمارات بدأت كمقدمة برامج في دبي عام 2004، إلا أنها اتجهت في عام 2006 إلى مجال التمثيل حيث شاركت بأدوار صغيرة منها الفيلم الإماراتي حنين ومسلسل أخوات موسى، إلا أن بدايتها الفعلية كانت بدور البطولة في مسلسل عمشة بنت عماش إذ بدأت تأخذ أدوارًا أكبر في أعمالٍ تلفزيونية ومسرحية محليّة وخليجية، كما أن لها تجارب بالعمل السينمائي.

### تقديم البرامج
دخلت الوسط الفني في البداية كمقدمة برامج في دبي عام 2004 مقدّمة العديد من البرامج المنوّعة، وانتقلت في التقديم في عام 2006 إلى قناة شبكة راديو وتلفزيون العرب لتقدّم برنامجًا فنيًا بعنوان «نسايم طرب»، وفي عام 2014 انتقلت إلى المجال الإعلامي وقدمت برنامج «905 ألو» الذي بث على قناة الآن، وفي عام 2016 اشتركت بتقديم برنامج «سيدتي» على قناة روتانا خليجية.

### حياتها الأسرية
متزوجة من خارج الوسط الفني ولديها ابن.

## أعمالها

### المسلسلات
| سنه الإنتاج | المسلسل                      | بمشاركة                                                       |
| ----------- | ---------------------------- | ------------------------------------------------------------- |
| 2007        | أخوات موسى                   | علي السبع، زهرة عرفات، ميساء مغربي                            |
| 2007        | عمشة بنت عماش                | شمعة محمد، نشوى مصطفى، ميسون الرويلي                          |
| 2008        | عمشة في ديرة النسوان         | لمياء طارق                                                    |
| 2009        | الساكنات في قلوبنا           | مجموعة من الممثلين                                            |
| 2009        | أسوار 2                      | تركي اليوسف، علي السبع، ميساء مغربي                           |
| 2010        | فينك                         | تركي اليوسف، لطيفة المجرن                                     |
| 2010        | خيوط ملونة                   | عبد العزيز جاسم، أسمهان توفيق، زهرة عرفات                     |
| 2010        | أسوار - الجزء الثالث         | تركي اليوسف، علي السبع، باسمة حمادة                           |
| 2011        | جفنات العنب                  | جاسم النبهان، هيفاء عادل، منصور المنصور                       |
| 2011        | طاش ما طاش - طاش 18          | عبد الله السدحان، ناصر القصبي                                 |
| 2011        | المزواج - الجزء الثاني       | محمد الصيرفي                                                  |
| 2011        | الحب المستحيل - حلقات منفصلة | مجموعة من الممثلين                                            |
| 2012        | رجال وسط الحريم              | محمد الصيرفي، انتصار الشراح، محمد جابر                        |
| 2012        | امرأة تبحث عن المغفرة        | غانم السليطي، إبراهيم الحربي، زهرة عرفات                      |
| 2012        | لعبة الشيطان                 | عبد المحسن النمر، محمد الطويان، ماجد مطرب فواز                |
| 2012        | ألو مرحبا                    | عبد الرحمن الخطيب، عبد الله السناني                           |
| 2013        | هذا حنا                      | عبد الله السدحان، محمد العيسى، فاطمة الحوسني                  |
| 2013        | أي دمعة حزن لا               | أحمد الصالح، خالد أمين، فاطمة عبد الرحيم                      |
| 2014        | أوراق من الماضي              | عبد العزيز جاسم، زهرة الخرجي، باسمة حمادة                     |
| 2014        | بنق                          | أحمد بدير، طلال السدر                                         |
| 2014        | غريب بين أهله                | إبراهيم الحربي، أسمهان توفيق، انتصار الشراح                   |
| 2014        | فايف جي - برنامج كوميدي      | منى شداد، تركي اليوسف، زارا البلوشي                           |
| 2016        | طريق المعلمات                | زهرة عرفات، شيماء سبت، هيفاء حسين                             |
| 2016        | دكتوراة في الحب              | غازي حسين، أسمهان توفيق، إبراهيم الزدجالي،                    |
| 2016        | شد بلد                       | أسعد الزهراني، يوسف الجراح                                    |
| 2016        | مستر كاش                     | عبد الله السدحان                                              |
| 2016        | حارة الشيخ                   | محمد بخش، خالد الحربي، عبد المحسن النمر                       |
| 2017        | غرابيب سود                   | راشد الشمراني، منى شداد، مرام البلوشي                         |
| 2017        | سيلفي - الموسم الثالث        | ناصر القصبي                                                   |
| 2017        | سناب شاف                     | يوسف الجراح، عبد الله السناني، ليلى السلمان                   |
| 2018        | بدون فلتر                    | عبدالله السدحان .سعد الفرج.علي المدفع.علي إبراهيم.بشير الغنيم |
| 2019        | يلا نسوق                     | جعفر الغريب، مريم الغامدي، نيرمين محسن                        |
| 2020        | إجازة                        | تركي اليوسف، أحمد شعيب، أسيل عمران                            |
| 2020        | ضرب الرمل                    | خالد عبدالرحمن، ليلى السلمان، أميرة محمد، ريتا حرب            |
| 2021        | وش تبي بس                    | فيصل العيسى، ريماس منصور                                      |
| 2022        | فقد                          | ميلا الزهراني، فيصل الدوخي، ليلى السلمان                      |
| 2024        | خريف القلب                   | عبد المحسن النمر، إلهام علي، فيصل الدوخي، إبراهيم الحربي      |

### من المسرحيات
| سنه الإنتاج | المسرحية    | بمشاركة                              |
| ----------- | ----------- | ------------------------------------ |
| 2011        | كيد النسوان | عبير أحمد، أميرة محمد، أغادير السعيد |

### السينما
| سنه الإنتاج | الفيلم | بمشاركة                                   |
| ----------- | ------ | ----------------------------------------- |
| 2006        | حنين   | فاطمة عبد الرحيم، شهد الياسين، يلدا       |
| 2013        | صدى    | تركي السليمان                             |
| 2022        | 90 يوم | خالد الحربي، فيصل الزهراني، سناء بكر يونس |

## الجوائز
- 2010:  السعودية - جائزة أفضل فنانة كوميدية من «مجلة سيدتي» بعد الاستفتاء الجماهيري.[9]
- 2011:  الكويت - جائزة أفضل ممثلة خليجية في مهرجان «المميزون في رمضان».[10]

## روابط خارجية
- مروة محمد على موقع قاعدة بيانات الأفلام العربية